# Luis Pineda Martínez
Luis Alberto Pineda Martínez (6 de diciembre de 1988) es un futbolista venezolano.Fue conocido por casi quitarle la pierna al jugador Lionel Messi. Jugó de defensa en la posición lateral izquierda en el Unefa FC de la liga de Segunda División de Venezuela.

## Trayectoria
Su primer club fue el Atlético El Vigía Fútbol Club, donde hizo su debut el 2 de marzo de 2008 en un encuentro entre el Atlético El Vigía Fútbol Club y el Centro Carabobo. En ese mismo año, en agosto, fue contratado por el Unefa CF de la Segunda División de Venezuela y debutó con esta institución el 17 de agosto en el encuentro entre Unefa CF y la Hermandad Gallega FC en el Estadio Brígido Iriarte por la primera fecha del Torneo Apertura 2008-2009, con victoria del Unefa CF por 2-0 y convirtiendo así sus primeros goles en el fútbol profesional al minuto 59 de tiro penal y al minuto 74 de tiro libre desde unos 35-40 metros. Se convirtió así en el autor del primer gol de la historia del Unefa CF, además del autor de su primer gol de tiro penal, de tiro libre, de su primera victoria y su primera victoria de local.

## Clubes
| Club                          | País      | Año       | Juegos | Goles |
| ----------------------------- | --------- | --------- | ------ | ----- |
| Atlético El Vigía Fútbol Club | Venezuela | 2008      | 1      |       |
| Unefa CF                      | Venezuela | 2008-2009 | 11     | 2     |

### Copas nacionales e internacionales
| Copa           | Club     | País      | Año  | Juegos | Goles |
| -------------- | -------- | --------- | ---- | ------ | ----- |
| Copa Venezuela | Unefa CF | Venezuela | 2008 | 4      |       |